# Бисфенол А
Бисфенол (2,2-бис(4-гидроксифенил)пропан, дифенилолпропан технический, диан, ДФП) — химическое вещество, представленное обычно в виде гранул белого цвета (1-2 мм). Впервые получен русским химиком Александром Дианиным в 1891 году.

## Физические свойства
Плотность 1037,6 кг/м³ при температуре 20 °C и давлении 760 мм рт. ст.;
Температура кипения[какая?].
Растворимость в воде — низкая. Растворяется в этиловом спирте, ацетоне, ледяной уксусной кислоте, диизопропиловом эфире, бензоле.

## Производство
В промышленности получают методом конденсации фенола с ацетоном в присутствии различных катализаторов, в частности, соляной кислоты.
В Российской Федерации производится на мощностях ОАО «Уфаоргсинтез», ПАО «Казаньоргсинтез».

### Марки
- Марка ВЧ и АП — предназначены для получения оптического поликарбоната.
- Марка А — предназначается для получения поликарбонатов и полисульфонов и эпоксидных смол высшего сорта.
- Марка Б — для эпоксидных смол и лаков.
- Марка В 1-го сорта — для эпоксидных смол, лаков, клеёв и других продуктов.
- Марка В 2-го сорта — для эпоксидных смол (кроме смол по ГОСТ 10587), клеёв и других продуктов.

Побочным продуктом производства является фильтрат производства дифенилолпропана.
Некондицией считается продукция, выходящая за показатели вышеописанных марок или несоответствующая по размеру (порошок ДФП).

### Меры предосторожности
По степени воздействия на организм относится к веществам 3-го класса опасности (умеренно опасные вещества, ГОСТ 12.1.007). При работе с ДФП необходимо соблюдать технику безопасности, использовать защитные перчатки, очки-маску, защитную одежду. При превышении ПДК может вызывать раздражение слизистых оболочек глаз, верхних дыхательных путей, при попадании на кожу и длительном воздействии — дерматиты. При попадании на кожу или глаза необходимо промыть большим количеством воды и сразу обратиться к врачу.
При ликвидации утечек — смести просыпанное вещество в герметичные контейнеры; если можно, сначала смочить, чтобы избежать пыли. Осторожно собрать остаток, затем удалить в безопасное место. Дополнительная личная защита: фильтрующий респиратор P2 для вредных частиц.

## Применение
Бисфенол А используется в течение 50 лет в качестве отвердителя в изготовлении пластмассы, а также продуктов на основе пластмасс. Он является одним из ключевых мономеров в производстве эпоксидных смол и наиболее общей формой в поликарбонатном пластике. Из поликарбонатного пластика производится целый спектр продуктов, такие как бутылки для воды и напитков, спортивный инвентарь, медицинские инструменты, зубные пломбы и герметики, линзы для очков, CD и DVD, а также бытовая техника. Входит в состав видов термобумаги, используемых для печати чековой ленты в современных ККМ, факс-аппаратах, банкоматах, платёжных терминалах, медицинском оборудовании и некоторых других приборах.
Бисфенол А также используется в синтезе полисульфона и полиэфирных кетонов, как антиоксидант в некоторых пластификаторах и ингибитор полимеризации ПВХ. Эпоксидные смолы, содержащие бисфенол А, используется в качестве покрытия на внутренней стороне почти всех банок для напитков и пищевых продуктов, однако из-за опасности для здоровья в Японии все покрытия из эпоксидных смол были заменены на полиэтиленовую плёнку.
Эпоксидные смолы, содержащие бисфенол А, также являются предшественниками антипирена, тетрабромбисфенола А, ранее использовались в качестве фунгицида.

### Определение присутствия в пластмассе
Существует семь классов пластмасс, применяемых в упаковке.
Класс 7 пластмасс «прочие», объединяет такие пластмассы, как поликарбонат (иногда отображается латинскими буквами «PC» рядом с символом рециркуляции) и эпоксидные смолы, сделанные из мономера бисфенола.
Могут содержать бисфенол А, изредка входящий в состав используемого пластификатора пластмассы типа:
- 3 (ПВХ, обозначается латинскими буквами PVC).

Не содержат бисфенол А пластмассы типа:
- 1 (ПЭТ, обозначается PET),
- 2 (полиэтилен высокой плотности, обозначается HDPE или PE-HD),
- 4 (полиэтилен низкой плотности, обозначается LDPE или PE-LD),
- 5 (полипропилен, обозначается PP),
- 6 (полистирол, обозначается PS).

### Влияние на здоровье
С 2010 года FDA в сотрудничестве с Национальным центром токсикологических исследований США провело углубленные исследования с целью прояснения рисков бисфенола А для здоровья человека. Отмечено беспокойство присутствием Бисфенола А в стоматологических пломбировочных материалах и пищевом пластике, особенно для целей детского питания. Бисфенол-А обладает структурным сходством с эстрогеном.
26 ноября 2010 года Еврокомиссия запретила кормить младенцев из бутылочек с бисфенолом А.
В 2010 году ВОЗ опубликовала отчет, согласно которому только большие дозы Бисфенола А могут быть опасны. В этом же отчете отмечено обнаружение новых возможных механизмов воздействия на организм. Несколько исследований показывают низкоуровневую взаимосвязь с появлением у крыс предраковых изменений молочных желез и простаты, изменение качества спермы, сексуальные расстройства, беспокойства.  Подчеркнуто, что необходимы дополнительные исследования влияния на человека (см. 8.3 Выводы).
В 2016 году управление FDA в опубликованной статье разъяснило, что доза бисфенола А в пищевых продуктах и напитках, хранимых в тарах, произведенных с использованием Бисфенола А, безопасна. Однако, этот тезис не относится к продуктам, которые были приготовлены или разогреты в тарах с бисфенолом.
Бисфенол А представляет потенциальный риск как эндокринный разрушитель окружающей среды, вызывая различные неблагоприятные эффекты, такие как сердечно-сосудистые заболевания, метаболические нарушения, расстройства репродуктивной системы и воздействие на иммунную систему. Из-за этих последствий для здоровья использование бисфенола А ограничено в товарах для младенцев, таких как детские бутылочки, синтетические смолы для детских товаров, материалы для контакта с пищевыми продуктами и упаковки, косметика и термобумага.
В апреле 2023 года EFSA опубликовала новую оценку безопасности бисфенола А в пищевых контактных материалах. Допустимое суточное потребление было значительно снижено - с 4 мкг/кг веса тела/день до 0,2 нг/кг веса тела/день, что в 20 000 раз меньше предыдущего значения. Эксперты EFSA пришли к выводу, что потребление бисфенола А превышает новый уровень допустимого суточного потребления во всех возрастных группах, что вызывает опасения для здоровья.

### Изыскания по вопросу минимизации вреда в стоматологии
Установлены методы минимизации влияния популярного в индустрии стоматологических материалов Бисфенола А и его производных. Лечение с применением среднего абразива пемзы устранило наибольшее количество остаточного мономера (93—95 % от контрольного значения). Определено изменение концентрации бисфенола A в слюне после реставрации с использованием 9 имеющихся в продаже стоматологических смол. Менее, чем 100 нг/мл бисфенол A содержалось в слюне за зубами, заполненными композитными смолами, но полоскание рта тёплой водой в течение 30 секунд может удалить бисфенол A из полости рта, что делает этот метод важной техникой безопасности в стоматологии.
На основе обработанной информации были выработаны рекомендации стоматологам избегать потенциала токсичности от зубных герметиков путём обработки поверхностного слоя герметика, чтобы уменьшить возможность остатка неполимеризованного бисфенола A на зубах с помощью:
- использования умеренного абразива, например, пемзы;
- взрослым и подросткам полоскать рот теплой водой в течение 30 секунд;
- детям промывать поверхность герметика аппаратом подачи воздуха и воды с откачкой изо рта в течение 30 секунд.